# Акор арена
Акор Арена (првобитно позната као Палаис Омниспортс де Парис-Берси, а раније као Акорхотел арена; позната и као Берси на такмичењима на којима су комерцијална имена забрањена, нпр. Олимпијске игре) је затворена спортска арена и концертна дворана која се налази у суседству Берси, на Булевару де Берси, у 12. арондисману Париза.
Дизајниран од стране архитектонске фирме Андраулт-Парат, Жан Прув и  Ајдин Гван, арена има пирамидални облик и зидове прекривене косим травњаком. Има капацитет од 7.000 до 20.300 седећих места, у зависности од догађаја.

## Историја
Коришћено је као главно место одржавања тениског турнира Парис Мастерс, као и за многе спортске догађаје, као што су: стони тенис, рукомет, кошарка, бокс, гимнастика, бициклизам на стази, скакање и друго.
Арена је једно од главних места одржавања концерата у Паризу. Током година угостио је бројне француске и међународне извођаче. Међу онима који су тамо највише наступали су француски рок певач Џони Халидеј са 93 самостална концерта од 1987. до 2016. године, француски кантаутор Мишел Сарду са 91 концертом од 1989. до 2012. године, француски забављач са Доротеом. 56 концерата од 1990. до 1996. и још један у 2010., канадска певачица Селин Дион са 35 концерата од 1995. до 2017., француска певачица рођена у Канади Милене Фармер са 33 концерта од 1989. до 2013., норвешки бенд са 18 концерата А-  и америчка кантауторка Мадона са 21 концертом од 1990. до 2015. године.
ПОПБ је био домаћин Европског првенства у гимнастици 2000. године, 1991. и 1996. Фајнал фора ФИБА Евролиге и ФИБА шампионата Евробаскета 1999. године, између осталих. Такође је био домаћин Фајнал фора Евролиге 2009–10 . Такође служи као домаћин, заједно са Ланксес ареном у Келну, Немачка, на Светском првенству у хокеју на леду 2017. Арена је била домаћин летњег финала Лиге шампиона 2017.
Као део реновирања 2014–15, арена је 1. јануара 2015. преименована у Берси арену. Поново је преименована у Акорхотел арена у октобру 2015. и поново у Акор арена у јуну 2020.
Арена је била домаћин финала светског првенства видео игре Лига легенди 2019 .
24. јануара 2020. био је домаћин утакмице НБА регуларне сезоне између Милвоки Бакса и Шарлот Хорнетса, које би представљао Француз Николас Батум .
Такође је био домаћин неколико мечева, укључујући финале ФИБА женског Евробаскета 2021. у земљи и Шпанији .
Арена ће бити место одржавања Летњих олимпијских игара 2024.

## Галерија
- Арена маја 2015. године
- Арена 2006. године
- Унутрашњост арене 2022. године на концерту Ханса Цимера.